# Maintower
El Maintower en Fráncfort del Meno, Alemania. El edificio es de 200 metros de altura, pero con la torre de transmisión mide 240 metros. Tiene 56 pisos y 5 pisos subterráneos. Tiene también dos observatorios públicos, siendo el único rascacielos en Fráncfort en tener observatorio público. Como curiosidad, mencionar que el ascensor alcanza una velocidad de 18 km/h.
En 2023, fue el cuarto edificio más alto de Fráncfort y el cuarto más alto de Alemania, empatado con la Torre 185.
El vestíbulo del edificio cuenta con dos obras de arte accesibles al público: la videoinstalación de Bill Viola «El mundo de las apariencias» y el mosaico mural de Stephan Huber «Frankfurter Treppe / XX. Jahrhundert« (»Pasos de Fráncfort / Siglo XX"). 
El diseño del rascacielos parece ser el de dos torres conectadas entre sí. De estas dos torres, la más pequeña tiene forma cúbica, basada en un diseño común en la arquitectura de la década de 1970. La segunda tiene forma circular cuyo exterior es de vidrio de color azul; en lo alto de esta torre está una torre de transmisión que transmite la señal de los estudios de radio y televisión ubicados en el edificio. 

## Historia
El edificio, construido entre 1996 y 1999, es la sede de Landesbank (Helaba), el banco de los estados de Hesse y Thuringia. Otros inquilinos son las oficinas alemanas de Merrill Lynch y Standard & Poor's y un estudio de televisión de la Hessischer Rundfunk. Los bufetes de abogados estadounidenses Sullivan & Cromwell y Cleary Gottlieb Steen & Hamilton también residen en la Torre Principal. Los primeros inquilinos se mudaron el 5 de noviembre de 1999, y la inauguración oficial fue el 28 de enero de 2000. Durante los partes meteorológicos de la cadena de televisión, el reportero del tiempo se sitúa en lo alto del edificio.
En junio de 2015, NorthStar Realty Finance de Nueva York llegó a un acuerdo para adquirir la Main Tower por unos 540 millones de euros.

## Galería

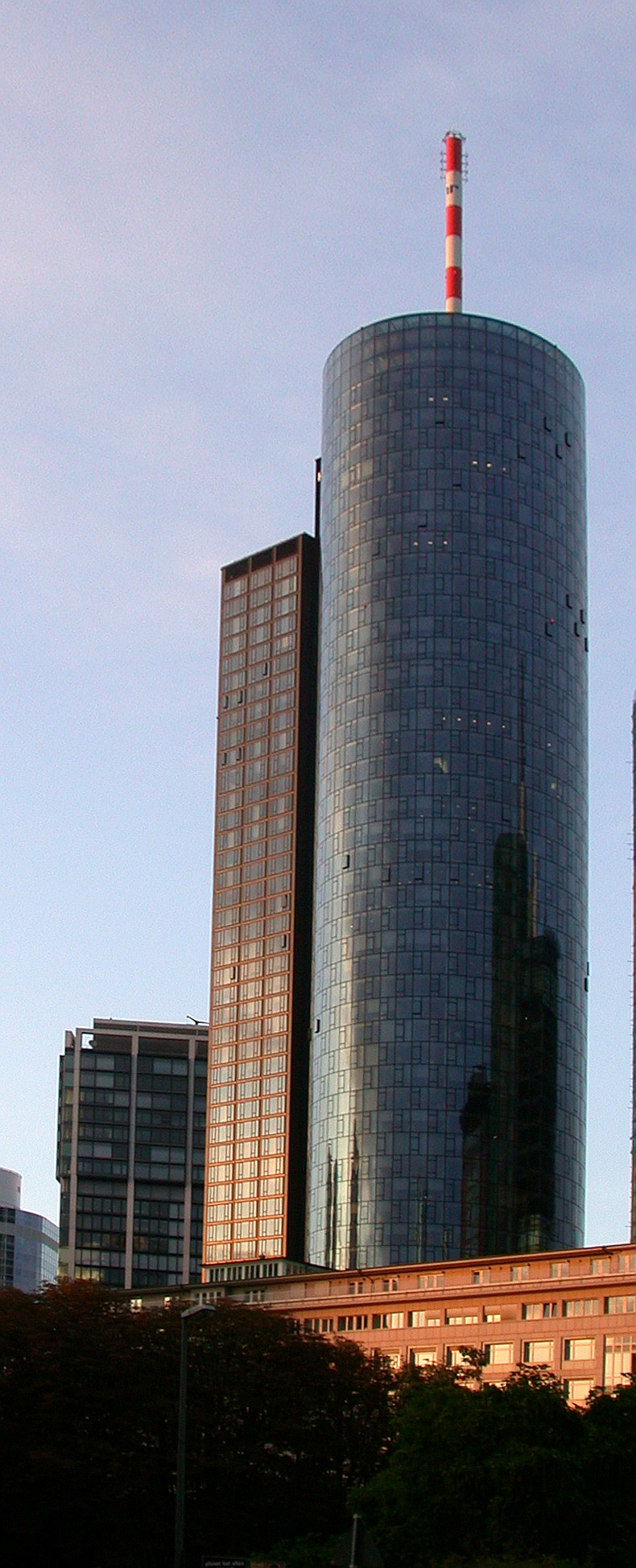
El Maintower al atardecer.
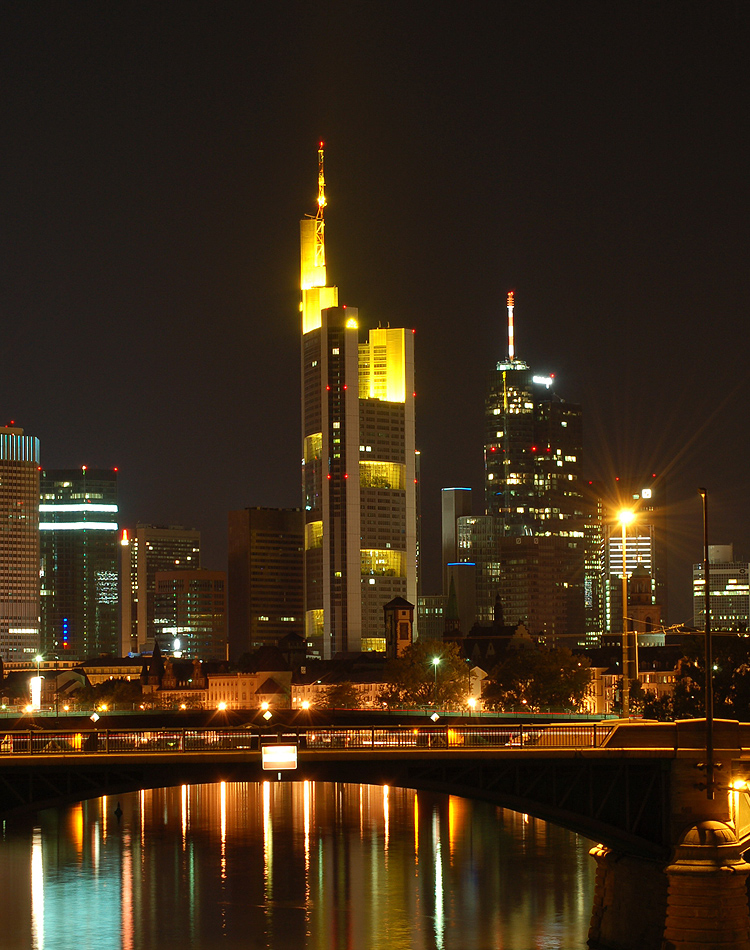
El Commerzbank Tower (izquierda) y el Maintower (derecha) en la noche.
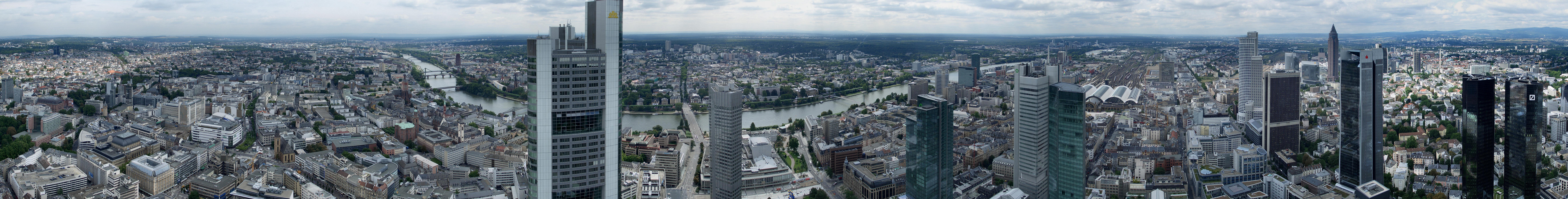